# 横須賀線
横須賀線（よこすかせん）は、神奈川県鎌倉市の大船駅と同県横須賀市の久里浜駅を結ぶ、東日本旅客鉄道（JR東日本）の鉄道路線（幹線）である。駅ナンバリングで使われる路線記号はJO。
一般的には、東京都千代田区の東京駅 -（地下別線経由）品川駅 -（東海道本線の貨物支線である品鶴線経由）鶴見駅 - 横浜駅 - 大船駅 - 久里浜駅間を専用の線路で結ぶ運転系統の呼称として使われているが、本項では、正式路線である大船駅 - 久里浜駅間を中心に記述する。

## 概要
横須賀線は、大船駅から久里浜駅間23.9kmの路線であるが、運行形態としては、東京都心と鎌倉市や逗子市・横須賀市などの三浦半島内の各都市とを結び、東京地区の電車特定区間の路線・運転系統の一つとなっている。
軍港のある横須賀へのアクセス路線として1889年6月16日に大船駅 - 横須賀駅間が開業し、残る横須賀駅 - 久里浜駅間は1944年4月1日に開業している。戦前は軍事上の重要路線とされたほか、相模湾沿岸の海水浴場へのアクセス路線としての機能も担った。戦後は著しく増加する通勤・通学の利用客に対応するために、線路を共用していた東京駅 - 大船駅間で東海道線との運転線路の分離が1980年10月1日に行われて横須賀線は品川駅 - 横浜駅間が貨物線であった品鶴線経由となり、あわせて東京駅から千葉県方面への総武快速線と直通するようになった。 さらに2001年には逗子駅まで湘南新宿ラインが乗り入れを開始して、新宿駅など東京副都心方面や宇都宮線（東北本線）へ直結した。なお、上野東京ラインに直通する系統は設定されていない。開業当初は国（戦後は日本国有鉄道）による運営であったが、1987年4月1日の国鉄分割民営化によりJR東日本に継承されている。東京・横浜方面への通勤・通学路線であるが、鎌倉・湘南へ向かう観光路線としての役割も持ち合わせている。
品川駅・横浜駅 - 横須賀駅（横須賀中央駅）・逗子駅（逗子・葉山駅）・久里浜駅（京急久里浜駅）間では途中経路は少し異なるものの京急本線（及び京急逗子線、京急久里浜線）と競合関係にある。ただし、京急の方がより直線的なルートを採用しているため、東京・横浜 - 横須賀間の移動においては京急の方が所要時間、運賃、運転本数のいずれも優位に立っている。
全区間が電車特定区間に指定され、トイレを備えた近郊タイプの電車が用いられている。沿線には軍都横須賀や、多くの別荘地を擁していたため、早くから二等車（後の一等車、グリーン車）が連結されており、現在まで受け継がれている。車体の色は青とクリーム色の通称「横須賀色」（後述）と呼ばれるカラーリングが伝統的に使用され、旅客案内でのラインカラーはこの車体色の一部に近い色である青（■）が使用されている。

## 横須賀線の特徴

### 車両の色
1950年以降、現在のE235系に至るまで、横須賀線電車の塗装は「横須賀色（スカ色）」と呼ばれるクリーム色（■ クリーム1号）と青色（■ 青15号）の塗分けとなっている。この塗装は横須賀線のみならず、直通運転する総武快速線をはじめとした房総地区や中央本線（高尾以西）、飯田線など各地の車両に採用された。
スカ色の始まりは、かつてこの区間を走っていた国鉄32系電車にまでさかのぼる。従来は茶色であったが、1949年12月のモハ32028の塗装試験（いわゆる「お化け塗装」）を経てこの塗分けとなったのは1950年1月頃の更新修繕車が始まりであり、当初クリーム2号（■）と青2号（■）の2色塗りであったが、1962年の外部塗色の一部統合標準化に伴い、クリーム1号と青15号の組み合わせに変更された。由来は「1940年に開催される予定であったものの戦争により中止された東京五輪のイメージカラーを転用した」との説が有力で、「海に近い地域を走るので砂浜のクリーム色と海の青」という解説をしたという当時の国鉄副技師長のコメントが残されている。
新性能化が始まった1962年10月の111系投入当初は（その後の113系も）湘南色で運用されたが、1965年4月からはスカ色の113系が投入された。当初は塗り分けが湘南色と同一位置（現在より窓まわりのクリーム色が広い）であったが、同年秋口からそれを狭め、後まで使われる塗り分けとなった。
ステンレス製車体となったE217系ではスカ色は車体全体の塗分けではなく、窓下・窓上の帯色部分の塗分けとなり、当初は従来のスカ色と同じクリーム1号と青15号であったが、同系列の更新時に帯色が変更され、青色が明るい色調である青20号（■）となった。後継のE235系電車も更新車同様の塗り分けを踏襲している。
その他、2021年（令和3年）には成田線の開業120周年企画として、同線で運用されるE231系電車1編成の帯色が4月30日から同年10月頃までの期間限定でスカ色に変更されている。最初の1か月間は記念ヘッドマークを装着し同線のみで、それ以降は同線及び常磐快速線や上野東京ラインでも運用され、東京総合車両センターへの検査入場後、他の編成と同様の帯色に戻された。

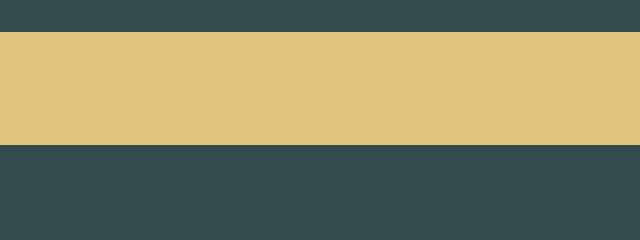
32系電車などで使われた初期のスカ色
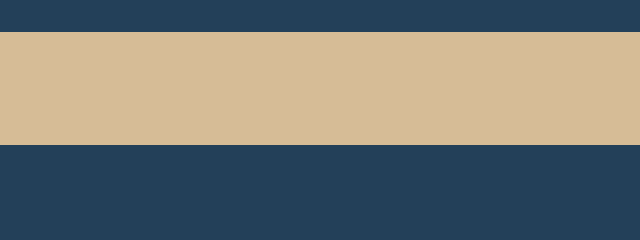
1962年以降、113系電車などで使われたスカ色
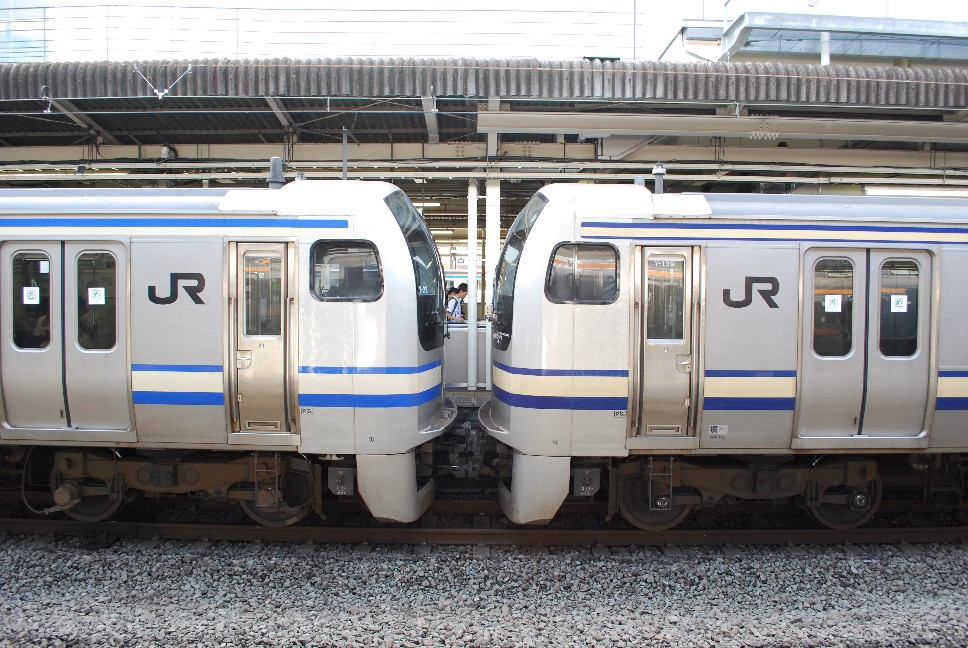
帯色が異なる、基本編成と付属編成の連結部。 左側は帯色変更済、右側は帯色未変更

### 列車の編成
東海道線では、113系電車は基本編成11両（1 - 11号車）+ 付属編成4両（12 - 15号車）、211系・E231系・E233系電車は基本編成10両（1 - 10号車）+ 付属編成5両（11 - 15号車）という構成で、付属編成が基本編成の東京方に連結され、湘南新宿ライン・宇都宮線・高崎線・常磐線でもグリーン車の導入に際し東海道線と同様の編成構成となった。一方、横須賀・総武快速線の113系・E217系・E235系では、付属編成4両（増1 - 増4号車）+ 基本編成11両（1 - 11号車）の構成となり、付属編成は基本編成の久里浜方に連結される。このため横須賀線の線路上を走る湘南新宿ラインの列車と横須賀・総武快速線の列車とでは基本・付属の編成両数・位置やグリーン車の位置が異なっているが、これは以下の経緯によるものである。
横須賀線内のホームの長さは、逗子駅以北は15両分、以南では11両分（田浦駅除く）であるため、15両編成の列車は逗子駅での増解結が必要となっている。1963年12月の113系投入開始時点では7両の基本編成の東京・千葉寄方に5両の付属編成を連結した最大12両編成で、1965年12月1日からの暫定15両運転の際も基本編成が3両増結した10両編成、付属編成が5両編成であった。しかし、東海道線用電車が所属していた大船電車区から国府津電車区（現・国府津車両センター）へ移管し、横須賀線用電車を大船電車区が担当することとなって、横須賀線内の夜間留置については基本編成を久里浜駅、付属編成を逗子駅に収容することになり、逗子駅の留置線施設の最大収容編成数の算出が行われた。その結果、付属編成が5両の場合は13編成、4両の場合は16編成の収容が可能とされ、付属編成を4両とすることとなった。

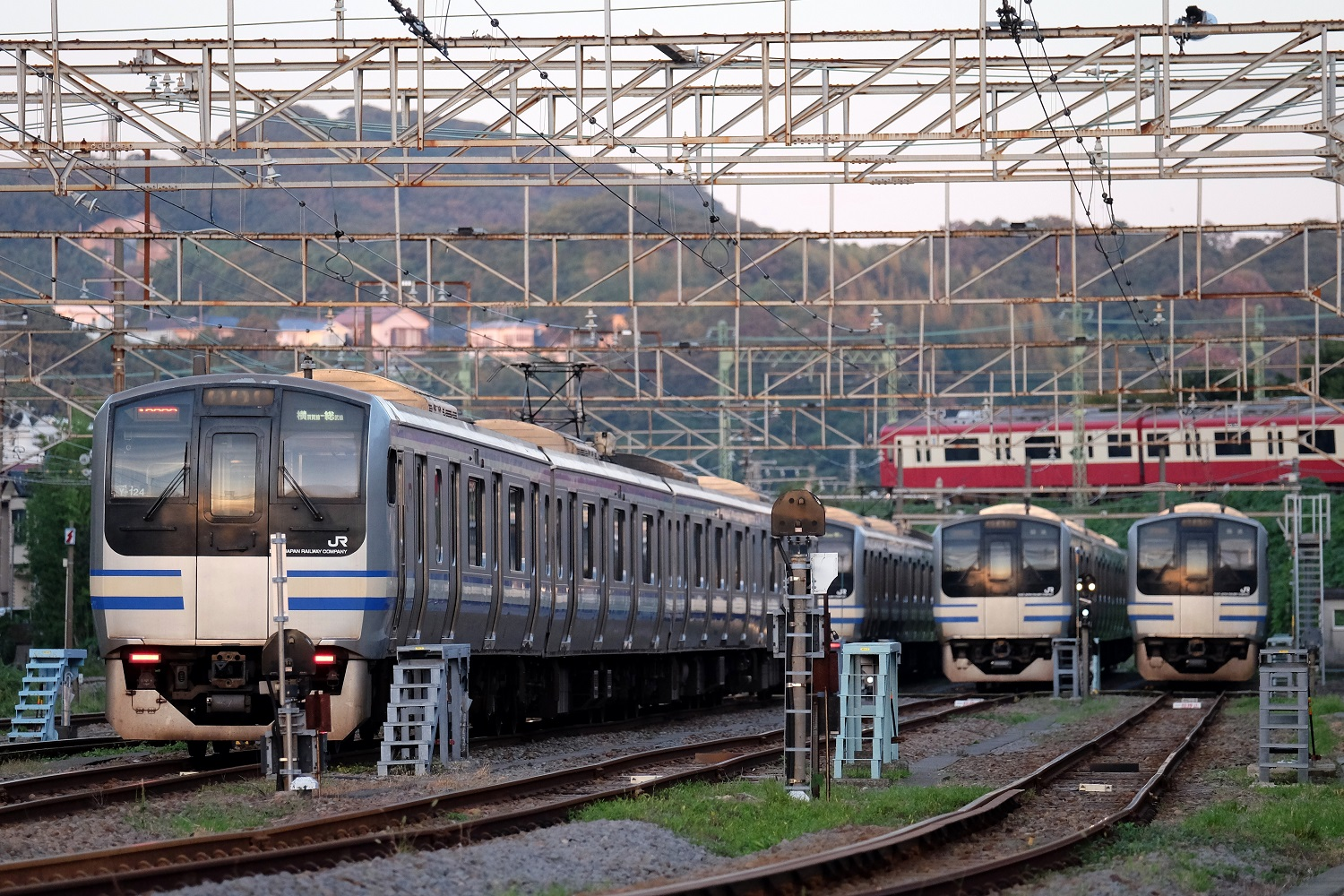
逗子駅と東逗子駅の間にある留置線。奥に見えるのは京急逗子線

一方、当時逗子駅で上り電車に付属編成を増結する際には、先行列車が発車して後続列車が到着するまでの間に、付属編成を駅の久里浜寄りの留置線から東京・千葉寄りの引上線まで回送していた。しかし、増発余力の検討を行った結果、付属編成を東京・千葉方に連結した場合は、先発列車から後続列車の到着までに6分、その間に増結編成を引上線まで回送して増結するまでの3分を加えると9分間間隔で、1時間6本の運行となるため、ラッシュ時の増発に際して輸送上のネックとなるとされた。他方、付属編成を久里浜方へ連結した場合は約5分間隔の1時間約12本の運行が見込めるとされた。また、地上設備の改良で対応する案も検討されたが、久里浜方へ連結する案との比較において、多額の費用と相当の期間を要するとされ採用されなかった。これらの検討の結果、増結位置を久里浜方への増結に改めることとして逗子駅の改良工事が実施され、1968年12月1日に完成している。
E217系を導入する時、東海道本線と同じように付属編成を東京・千葉方へ連結すると、前述の通り、上り電車の付属編成増結が困難になり、しかも留置線1線あたりの容量が最大12両分（7本中2本が4両×3本収容できる）であるため、付属編成を5両とすると収容できる本数が減少してしまい、さらに、すぐ先に京急逗子線の線路があり延長もできない。このような理由で、やむなく以前使われていた113系電車と同じ、4両+11両の編成となった。なお、前後をトンネルに挟まれた田浦駅では10両分に満たないホーム長しか確保できないため、11両編成の場合はドアカットで対処している。

## 歴史

### 建設と開業
海軍の鎮守府が置かれた軍港都市・横須賀、陸軍の東京湾要塞の沿岸砲台一つである観音崎砲台、敵軍の上陸想定地点の一つである長井への輸送を目的として、陸海両軍の要請により建設された路線であり、その発端である海軍大臣西郷従道と陸軍大臣大山巌の連名で総理大臣伊藤博文宛に横須賀線の建設を請議した1886年6月22日付の文書においては、
相州横須賀は第一海軍区の海軍港にして、（略）艦船の製造修理、兵員の補充より兵器弾薬被服糧食等の供給に至るまで、海軍艦船にありては之を此港に仰がざるを得ず、又観音崎は（略）其防御に充て、実に東京湾防御の要路に当たるのみならず、その背面にある長井湾の如きは、敵兵上陸要衝の地なるを以て、是亦陸軍に於いて最大枢の地とす。（略）汽車鉄道を（略）布設するは、陸海軍軍略上緊要擱可からざる事業にして、大に両軍勝敗の関係するところに有之候条、汽車鉄道布設の義至急御詮議有之度此段請閣議候也。—西郷従道、大山巌、相州横須賀又は観音崎迄儀停車場布施要する件
としている。

1887年3月10日の閣議で横須賀鉄道の建設が可決されて同年4月22日から測量が開始され、5月2日には45万円の予算を東海道線建設費から流用することとなり、7月11日には東海道線からの分岐点予定地に大船信号場を設置、翌1888年1月に着工した。現在の北鎌倉駅付近では円覚寺境内を横切って白鷺池（びゃくろち）の約半分を埋立て、また鎌倉駅付近では鶴岡八幡宮の段葛を寸断して線路が敷設されるなど、比較的強引に敷設された一方、横須賀駅は当時の横須賀市街地へ設置することも検討されたが、鉄道局長官井上勝から海軍大臣西郷従道と陸軍大臣大山巌へ照会した1887年11月24日付文書において、
朧に陸海軍両大臣より其筋へ建議の趣旨に基づき、同鉄道を敷設せしめんかため実測するところの結果は、（略）、尚横須賀を貫いて便利を図らんと欲せは、同所全体の市街に大改革を与えさるを得すして、（略）曽て確定する所の四十五万円乃至五十万円の支持する能はさる所につき、目下此儀は計画不致候間、本線路は暫く水兵営の東南端に止め候ても、船渠の用品及軍港の需要品を運搬するに充分と存候に付、他に異議なく弥本線を採用するに決定せは、同処水兵営を経過せさるを不得も幸に鑚鑿の地形を変更するに要せすしてに線を布設するに不過候につき、御承認相成り度、図面相添へ此段及御照会候也。—井上勝
とし、両大臣もこれに異存なしとしたため断念され、同駅は市街地から離れた海軍提供の用地に建設されている。
1889年6月16日に大船駅 - 横須賀駅間が開業して同時に鎌倉、逗子、横須賀の各駅が設置され、大船駅 - 横須賀駅間の客車列車4往復（所要45分）、貨物列車1往復が設定され、木造の2軸客車または貨車をB6系・A6系・A8系蒸気機関車が牽引している。なお、開業に先立つ1889年3月12日には明治天皇が横須賀海軍造船所での通報艦八重山の進水式に出席するためのお召し列車が新橋 - 横須賀水兵屯営内の仮停車場間で運転され、同時に同進水式に列席する一般客用の列車も運転されている。
1925年7月に全線が電化され、同年12月13日より電気機関車牽引による列車の運行が開始され、旅客列車は主に1040形（後のED50形）がナハ22000系客車を牽引していたほか、6000形（後のED51形 、ED52形）なども使用されている。なお、当初電気機関車の取扱習熟と信頼性確保までの間は電気機関車の次位に蒸気機関車を連結する重連で運行。この蒸気機関車はスチームを供給する暖房車の役割も担っていた。その後、1926年4月12日より電気機関車の重連、同年8月12日から電気機関車単機での運行を開始している。電化直前の1925年3月12日改正のダイヤでは東京駅 - 横須賀駅間110分であったが、電気機関車牽引の列車は1929年9月15日改正のダイヤで30分間隔・東京駅 - 横須賀駅間85分の運行となっている。

### 電車運転の開始
1930年3月には東京駅 - 横須賀駅間58.2km で電車運転を開始し、30分（ラッシュ時15分）間隔・東京駅 - 横須賀駅間68分の運行となった。横須賀線用の32系電車は1930年10月からの導入となったため、同系列が揃うまでの間は中央線や京浜線から捻出した、半鋼製のモハ30形（モハユニ30形を含む）、モハ31形、木造のクハ15形、サロ18形、サハ25形、サハ26形の計101両を使用し、当初は基本6両・増結3両の最大9両編成で運行された。また、電車導入に合わせて東京駅-横浜駅間の停車駅を新橋駅と品川駅のみとしたため、18分の時間短縮が実現している。
当時、私鉄では東武鉄道や大阪電気軌道・参宮急行電鉄（現在の近畿日本鉄道）で電車によって100km以上の長距離運転が始められ、速達列車を運行する例も見られ、国鉄（当時の運営組織は鉄道省）においても新橋駅 - 小田原駅間の電化に際して電車運転を計画し、これに使用するために1922年から二等車・三等車とも2扉固定クロスシートとしたデハ43200系電車を製造していたが、関東大震災によりこれを断念しており、電車は近距離路線でのみ運行されて省電・便電（びんでん）・ゲタ電などとあだ名されていた。
横須賀線では投入した32系電車に固定クロスシートを採用するなどの施策をとり、優等旅客向けの二等車（現在のグリーン車）も当初より連結されたほか、基本4もしくは5両・増結3もしくは2両の4 - 7両編成もしくはこれに皇族御乗用車を増結した9両編成という長編成で運用されたことも特徴となっている。この際の電車運転が、後の80系電車（湘南電車）の開発に影響を与えたとも言われている。戦前の二等車には、海軍高官のほか、逗子、鎌倉などの比較的裕福な家庭の子女が東京の学校に通うために女中などの付添い人とともに乗車する姿が多くみられた。しかも着席位置はそれぞれ決まっており、乗降口からの位置関係による序列も存在したとされる。
なお、当時、電車内の喫煙は「遠慮してください」との表現で自粛を求めていたが、遠慮しない乗客が多かったため、1930年（昭和5年）11月25日から横須賀線を含む省線電車の車内は全面禁煙となった。厳格化の理由として、横須賀線の二等車に喫煙者が殊に多かったためとされている。
第二次世界大戦中には、一部の鉄道路線が不要不急路線として休止・廃止や単線化され、金属供出にも応ずる一方、横須賀線は1944年に横須賀駅から久里浜駅までを延伸するなど、戦前・戦中の横須賀線は軍事上の重要路線として格別の扱いを受けた。
一方で同年、決戦非常措置要綱に基づき二等車の連結は廃止された。
戦後、鎌倉や逗子、横須賀や久里浜などの三浦半島の生活路線として再スタートを切った横須賀線は、かつてのような軍事路線としての需要はなくなったが、車両の世代交代により、1968年に新性能化され、その後も運転の高頻度化や編成の15両化などで、高度経済成長期を経て増加する通勤需要に対応する。

### SM分離後
1950年代 - 1970年代の沿線のベッドタウン化によりラッシュ時の混雑は激化の一途をたどり、東海道線と線路を共用する大船以北では輸送力が限界に達したため、1980年には東海道貨物線を利用して旅客線を複々線化して両線の列車が分離された（SM分離）。東京駅 - 品川駅間では東京トンネルを掘削、その区間は地下別線を走行、品川駅 - 鶴見駅間は品鶴線を走行、鶴見駅 - 大船駅間では貨物線を郊外に新設（鶴見駅 - 横浜羽沢駅 - 東戸塚駅間）して旧線を流用し、横須賀線は総武本線の快速電車（総武快速線）と直通運転を行うようになった。
さらに1990年代には、大船駅までへの「成田エクスプレス」が乗入れ、21世紀に入ってからは湘南新宿ラインとして、山手線渋谷駅・新宿駅・池袋駅を経由して東北本線（宇都宮線）と直通運転を行う列車が設定された。
2009年6月16日に開通120周年を迎えるにあたり、6月5日より鎌倉市のカトレヤギャラリーで写真展が、6月13日より「YYスカ線フェスタ」が開催され、横須賀駅で同年秋より「成田エクスプレス」に使用される新型車両E259系電車の展示などが行われた。このほかにも沿線では多彩なイベントが行われ、2010年までE217系電車には記念のヘッドマークが掲げられた。

### 年表
- 1887年
  - 3月10日：閣議にて大船駅 - 横須賀駅間の鉄道建設を決定
  - 7月11日：大船信号場設置
- 1888年
  - 1月1日：工事着工
  - 11月1日：大船信号場を停車場に変更
- 1889年
  - 3月12日：新橋駅 - 横須賀水兵屯営内の仮停車場間でお召し列車を運転。
  - 6月16日：大船駅 - 横須賀駅間（10M3C≒16.15km）開業。鎌倉駅・逗子駅・横須賀駅開設。
- 1892年4月16日：旅客列車のうち1往復が新橋駅直通となる。
- 1895年4月1日：線路名称制定により、東海道線の一部となる。
- 1902年11月21日：MC表示からマイル表示に簡略化（10M3C→10.0M）。
- 1904年5月1日：田浦駅開設。
- 1909年
  - 10月12日：国有鉄道線路名称設定により、横須賀線となる。
  - 12月20日：東京駅開設、横須賀線列車の東京駅乗入れ開始。
- 1914年8月12日：逗子駅 - 沼間信号所間複線化。逗子駅 - 田浦駅間に沼間信号所を開設。
- 1915年4月：横須賀鎮守府内専用鉄道と横須賀駅を接続[注 15]。
- 1916年9月13日：大船駅 - 鎌倉駅間複線化。
- 1917年3月：鎌倉駅 - 逗子駅間複線化。
- 1920年10月19日：沼間信号所 - 田浦駅間複線化。
- 1922年
  - 4月1日：沼間信号所を沼間信号場に変更。
  - 6月：電化工事開始。
- 1923年
  - 1月31日：大船駅 - 鎌倉駅間に扇ヶ谷仮信号場を開設（廃止日不詳）。
  - 5月9日 : 田浦駅 - 横須賀駅間に吉倉仮信号場を開設（廃止日不詳）。
  - 7月19日：鎌倉駅 - 逗子駅間に名越仮信号場を開設（廃止日不詳）
- 1924年12月25日：田浦駅 - 横須賀駅間複線化。
- 1925年
  - 7月：大船駅 - 横須賀駅間電化、訓練運転/試運転開始。
  - 12月13日：東京 - 横須賀間で電気機関車牽引列車運転開始。
- 1926年
  - 3月31日：沼間信号場廃止。
  - 12月27日：逗子駅 - 原宿駅間に霊柩列車、逗子駅 - 東京駅間にお召列車運転。
- 1927年5月20日：北鎌倉駅仮停車場開設。
- 1930年
  - 3月15日：電車運転開始[29]（東京駅 - 横須賀駅間68分、上り42本・下り41本運転）。
  - 4月1日：マイル表示からメートル表示に変更（10.0M→15.9km）。
  - 10月1日：北鎌倉仮停車場を駅に変更。
- 1931年4月1日：32系電車を投入、以後約1年で従来の電車を置換え[30]。
- 1944年4月1日：横須賀駅 - 久里浜駅間 (8.0km) 延伸開業。衣笠駅・久里浜駅および国府津機関区横須賀機関支区・久里浜機関支区開設。
- 1945年
  - 4月：横須賀駅 - 衣笠駅間に軍事停車場の相模金谷仮乗降場を開設。
  - 8月：相模金谷仮乗降場廃止。
- 1952年4月1日：東逗子駅開設。
- 1955年：横須賀機関支区を横須賀駐泊所に変更。
- 1960年4月20日：大船電車区新設、横須賀線用車両は田町電車区から大船電車区へ転属。
- 1963年11月9日：横浜市鶴見区にて横須賀線上下線電車と貨物列車の多重衝突事故（鶴見事故）発生。乗客ら161名死亡、負傷者120名。
- 1968年6月16日：大船駅付近で電車爆破事件発生。乗客1人死亡、重軽傷14人名。
- 1971年3月10日：国府津機関区久里浜機関支区廃止。
- 1974年10月1日：横須賀駅 - 久里浜駅間の貨物営業廃止。
- 1980年
  - 7月1日：大船駅 - 久里浜駅間で列車集中制御装置 (CTC) が使用開始[新聞 1]（制御所は逗子に設置）。
  - 10月1日：横須賀線と東海道線の分離運転開始。
- 1984年2月1日：逗子駅 - 横須賀駅間貨物営業廃止。
- 1987年4月1日：国鉄分割民営化により東日本旅客鉄道が継承。日本貨物鉄道が大船駅 - 田浦駅間の第二種鉄道事業者となる（逗子駅 - 田浦駅間の貨物営業再開）。
- 1994年12月3日：E217系電車営業運転開始。
- 1998年5月2日：土曜・休日に横浜線・根岸線から逗子駅まで直通列車運行開始。
- 2000年9月30日：東京駅 - 大船駅間で東京圏輸送管理システム (ATOS) 使用開始[新聞 2]。
- 2001年
  - 3月28日：天皇夫妻およびノルウェー国王夫妻の神奈川訪問に伴い、1号御料車編成によるお召し列車が東海道本線経由で東京駅 - 北鎌倉駅間運転（片道のみ）。EF58 61牽引[注 16]。
  - 12月1日：湘南新宿ライン運行開始。
- 2004年10月16日：湘南新宿ライン大幅に増発。新宿駅折り返し列車廃止。
- 2006年5月1日：逗子駅 - 田浦駅間のJR貨物の第二種鉄道事業廃止。
- 2008年3月15日：湘南新宿ラインの増発で、横浜線・根岸線からの直通運転を廃止。
- 2009年
  - 6月16日：開通120周年を迎える。120周年記念ヘッドマーク

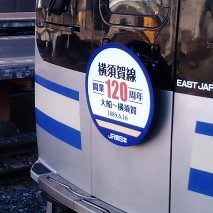
120周年記念ヘッドマーク

  - 11月1日：大船駅 - 久里浜駅間でATOS使用開始[31]。運行管理を東京支社東京総合指令室に移管[31]。逗子駅信号所を新設。
  - 11月15日：ATOS導入に伴い、逗子CTCセンターでの業務を終了[31]。
- 2014年3月15日：横浜駅・大船駅発着の「成田エクスプレス」の一部列車を横須賀駅まで臨時列車として繁盛期の土曜・休日にのみ延長運転を開始。途中停車駅は北鎌倉駅・鎌倉駅・逗子駅。
- 2020年12月21日：E235系1000番台電車営業運転開始[報道 1]。
- 2025年3月8日：E217系が定期運用を終了[32]。ならびに全列車がE235系1000番台へと統一。
- 2026年（令和8年）7月1日（予定）：支社制から事業本部制への再編に伴い、当該区間の管轄がこれまでの横浜支社から横浜事業本部に変更される[33]。

## 運行形態
横須賀線の正式区間である大船駅 - 久里浜駅間の線路で運行される列車について、運転系統別に区分して記述する。

### 定期運行列車
本節では狭義の横須賀線を運行する列車について記載する。なお、横須賀線はいわゆる電車ダイヤ、湘南新宿ラインは列車ダイヤのため、記載もそれに合わせて電車と列車を使い分けて記載する。
（小節を含む本節の出典：）

#### 横須賀線のみ
狭義の横須賀線のみの運行は、逗子駅 - 久里浜駅間の付属編成による区間電車（上下とも8時台から17時台までの運行）と、鎌倉車両センターからの入出区を兼ねた朝下り大船発逗子・久里浜行きと、夜上り逗子発大船行きである。また、総武快速線に直通しない電車としては、下り東京発大船・逗子・横須賀・久里浜行き、上り久里浜・横須賀・逗子・大船発東京行き（横須賀・大船発は土休日のみ）が運行されるほか、初電に下り品川発久里浜行き、終電に上り久里浜発品川行きがある。

#### 横須賀・総武快速線直通電車
横須賀線の電車は千葉方面 - 東京駅 - 横須賀線方面の運行を基本にしている。発着駅は総武快速線からは千葉駅・津田沼駅、横須賀線からは大船駅・逗子駅・横須賀駅・久里浜駅であり、さらに千葉駅から総武本線佐倉・成東・成田線成田・成田空港・内房線君津・外房線上総一ノ宮発着や内房線木更津発逗子行き、久里浜発鹿島線鹿島神宮行きの電車（平日のみ）もある。

#### 湘南新宿ライン
新宿駅経由で、横須賀線逗子駅 - 宇都宮線宇都宮駅間、東海道線小田原 - 高崎線高崎駅 - 上越線新前橋駅 - 両毛線前橋駅間で運行される。逗子駅・大船駅 - 小金井駅・宇都宮駅間で運行される列車が当線に乗入れ、案内は湘南新宿ラインである。また、湘南新宿ラインとしては案内されないが、大船駅 - 逗子駅間のみを運行する列車も設定されている。2004年10月改正までは新宿発着の横須賀・久里浜発着の列車もあった。E231系電車またはE233系電車で運行される。逗子方が10両の基本編成（1 - 10号車）、新宿・大宮方が5両の付属編成（11 - 15号車）からなる15両編成で、グリーン車が基本編成の4・5号車に連結されている。列車番号末尾はY（大船駅 - 逗子駅間の列車はM）となる。

### 臨時列車・団体列車
（本節の出典：）
おおむね通年の土休日を中心に特急「鎌倉」が運行される。過去には、鎌倉の観光シーズン向けの「鎌倉あじさい号」（6月のあじさいが見ごろの季節に運行）、「鎌倉紅葉号」（11月の紅葉が見ごろの季節に運行）がいずれも青梅駅 - 鎌倉駅間で運行されていた。なお、「ぶらり横浜・鎌倉号」は2018年4月より、急行列車から快速列車となり、その前身列車は2015年3月まで運行していた急行「ぶらり鎌倉号」または「ぶらりお座敷鎌倉号」であった。その他の臨時列車としては、「成田エクスプレス」が2014年3月から2017年1月まで、季節によって土曜・休日のみ横須賀まで延長運転することがあった。過去には、海水浴臨として鎌倉駅・逗子駅向けに常磐線松戸発「しらほ」、京浜東北線大宮発「かっぱ」、中央本線八王子発「かもめ」などが運行された。さらに、1985年から1988年にかけて春・秋臨として、逗子から軽井沢行きの「サロンエクスプレスそよかぜ号」が、1986年末から1987年始にかけて、全車グリーン車の急行「お座敷白馬号」、「サロンエクスプレス白馬号」が隔日に交互運行され、1990年春臨では急行「レインボー軽井沢号」が逗子駅 - 軽井沢駅間で運行された。
団体列車としては、EF65形電気機関車（PF）牽引のお座敷列車や12系客車、ジョイフルトレイン（スーパーエクスプレスレインボーなど）が運行される姿がよく見られ、2001年3月28日には、天皇・皇后およびノルウェー国王夫妻の神奈川訪問に伴い、EF58 61牽引による1号御料車編成によるお召し列車が東海道本線経由で東京駅 - 北鎌倉駅間で運転された。

### 貨物列車
（本節の出典：）
横須賀線内を発着する貨物列車は、大船から根岸線および高島線を通って鶴見から東海道貨物線に入る。
逗子駅から総合車両製作所横浜製作所への専用線（一部京急逗子線と線路を共用）があり、同社で製造された車両の搬出と、同社以外で製造された京浜急行電鉄・京成電鉄・北総鉄道の車両の搬入が行われる。田浦駅付近にある在日米軍施設から厚木基地への燃料輸送は2006年に廃止された。

### 過去の運行列車
1998年5月2日から土曜・休日に横浜線・根岸線から逗子まで直通電車が2往復運転されたが、2008年3月15日のダイヤ改正で湘南新宿ラインの増発に伴い廃止となった。また、臨時列車として過去に特急「はまかいじ」が逗子駅まで乗り入れた。

## 使用車両
本節では、現在および過去の使用車両について記述する。

### 現在の使用車両
すべて電車で運転されている。
- E235系：鎌倉車両センター所属
  - 2020年12月21日営業運転開始[報道 1]。後述のE217系と同じくグリーン車2両を含む基本編成11両と付属編成4両で構成される15両編成だが、本形式では普通車全席がロングシートとなった[40]。また、普通列車のグリーン車としては初めて公衆無線LANの導入と各座席へのコンセント設置がなされた。久里浜駅 - 東京駅 - 総武快速線の直通系統で運用されている。
- E231系・E233系：小山車両センター・国府津車両センター所属
  - 宇都宮線に乗り入れる湘南新宿ラインの列車で使用されるほか、間合い運用で大船駅 - 逗子駅間の一部列車にも使用される。この場合は列車番号の末尾がSではなくMとなる。

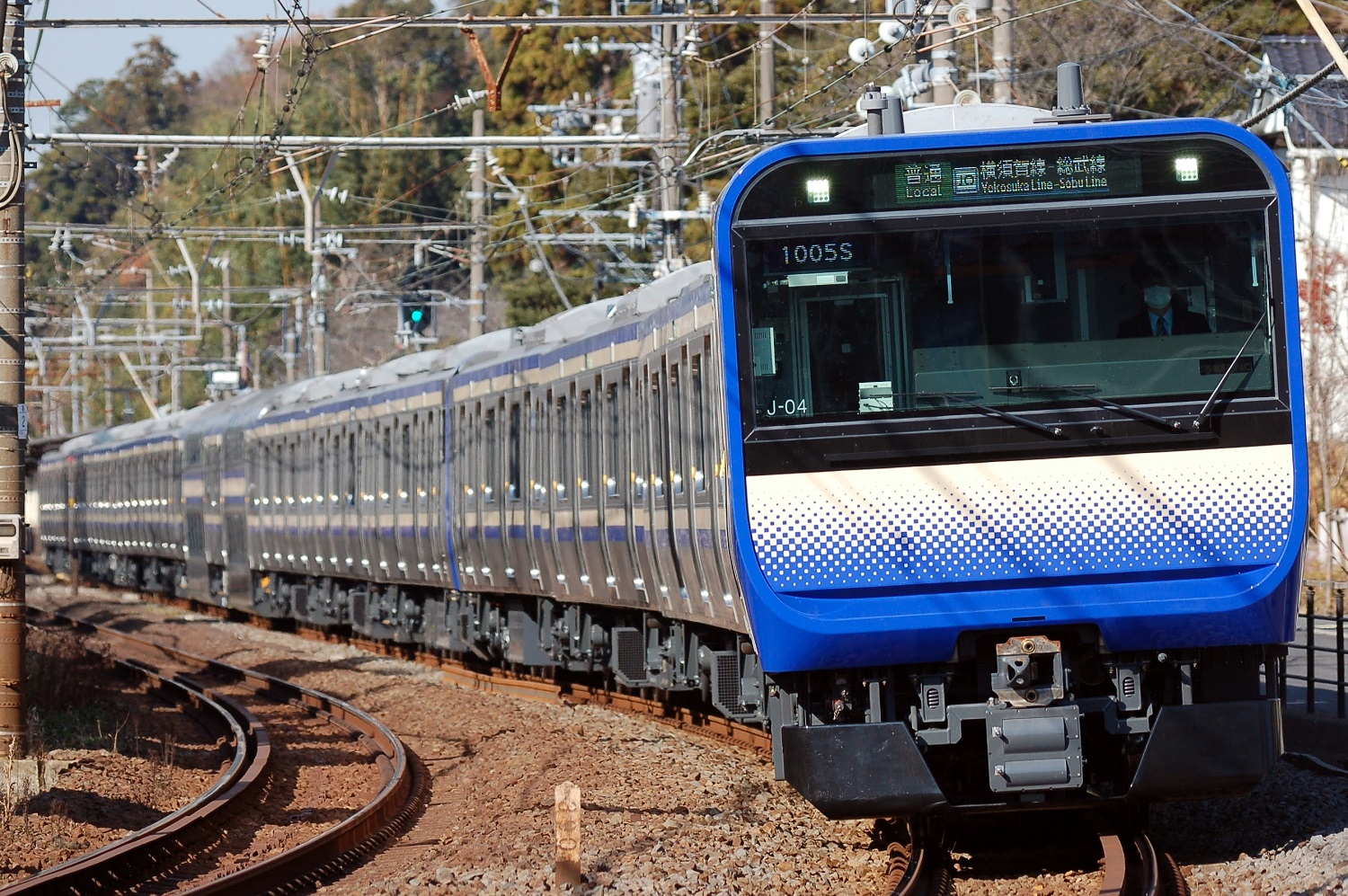
E235系1000番台 （2020年12月25日）
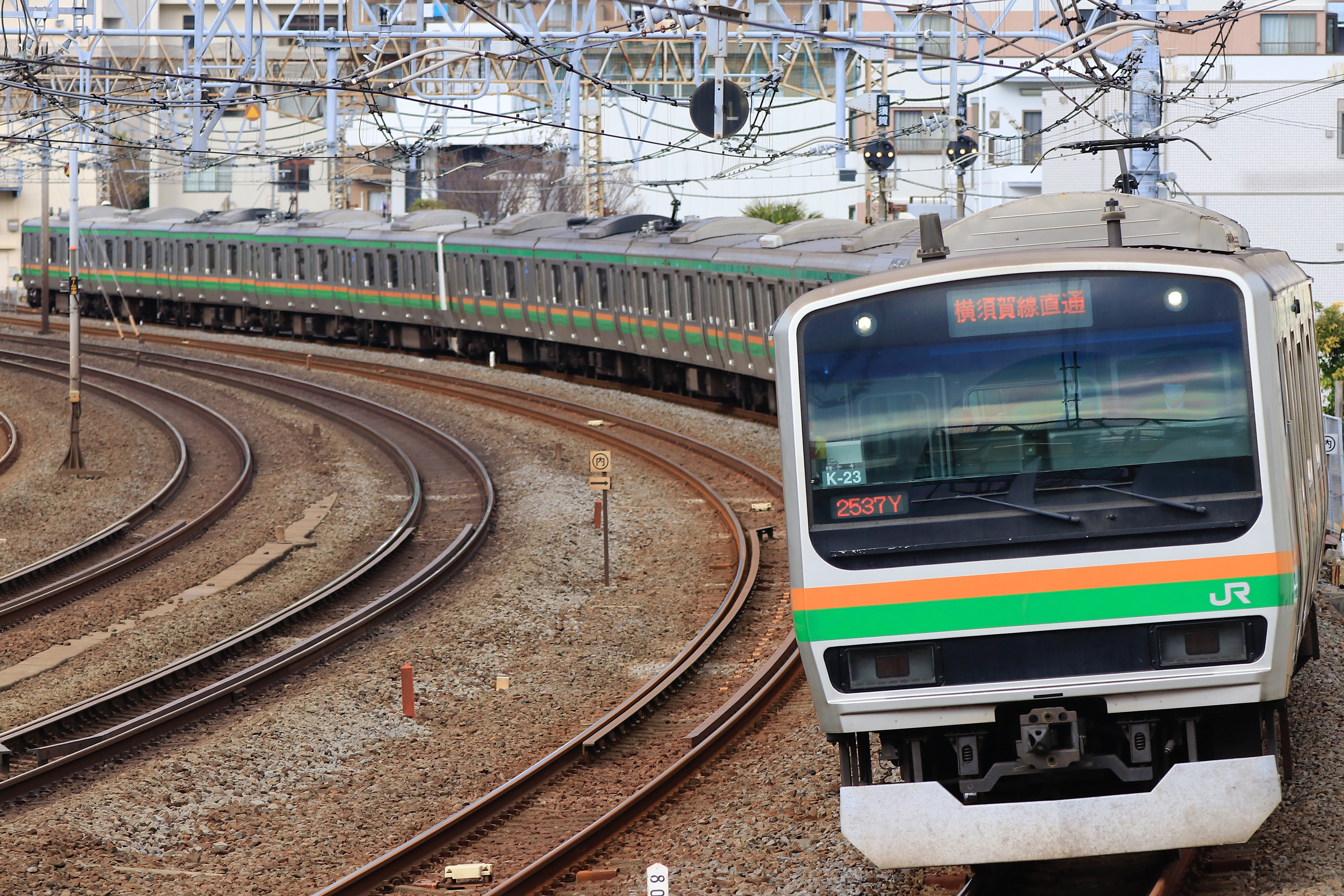
E231系1000番台 （2023年1月10日）
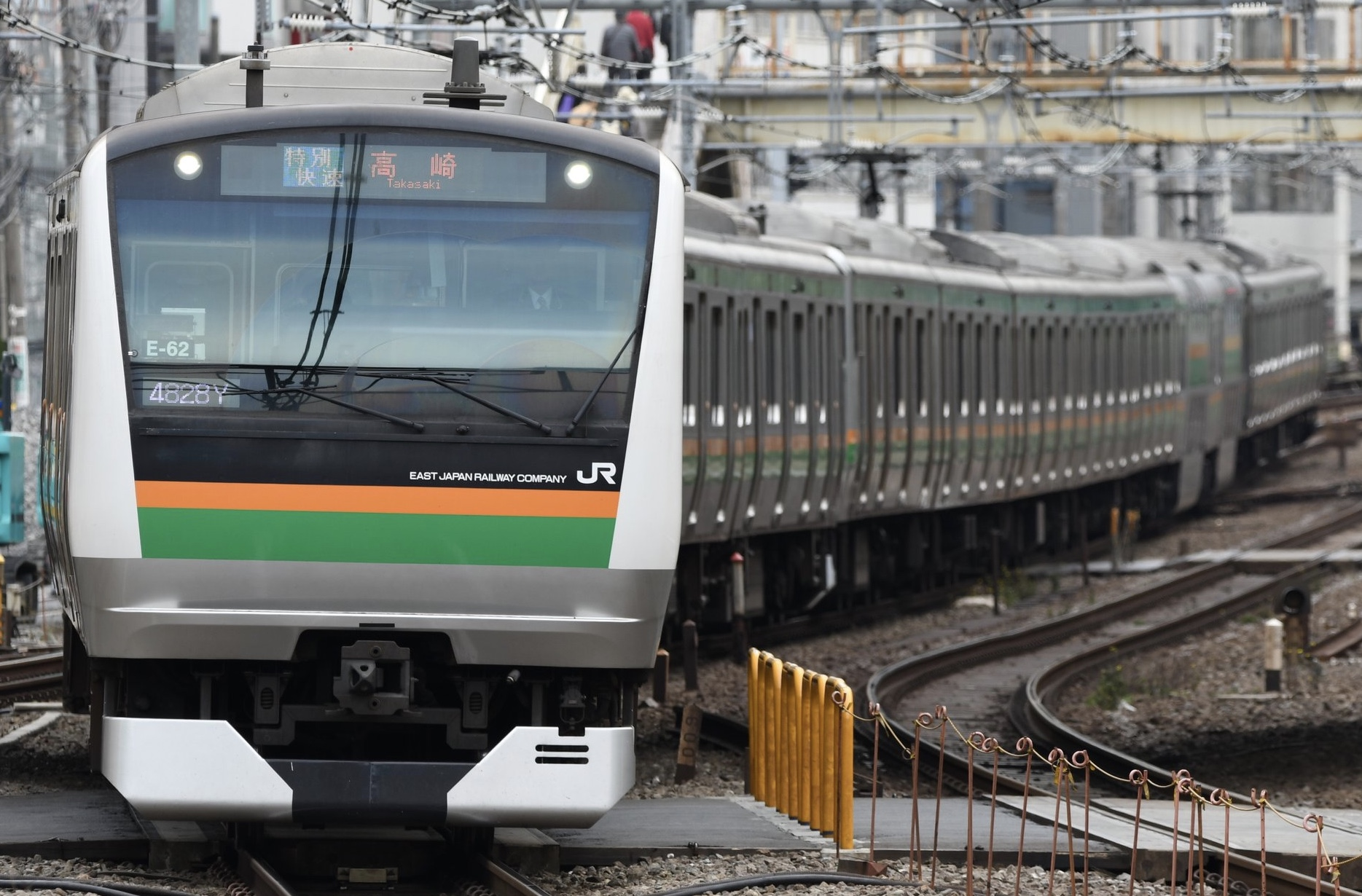
E233系3000番台 （2020年9月24日）

### 過去の使用車両
電車
- 木造車：クハ15形・サロ18形・サハ25形・サハ26形、田町電車区配置
- 30系：モハ30形・モハユニ30形・サハ36形、田町電車区配置
- 31系：モハ31形・サロ15形・サハ39形、田町電車区配置
- 32系：田町電車区→大船電車区配置、皇室御乗用のクロ49形2両を含む
- 40系：モハ40形・モハ41形・クハ55形・サハ57形、クハニ67形、田町電車区配置
- 42系：田町電車区→大船電車区配置
- 50系：モハ50形、サハ57形・サハ75形、モニ53形、田町電車区配置
- 51系：モハユニ61形・クロハ69形、田町電車区配置
- 52系：サハ48形、田町電車区→大船電車区配置
- 63系：戦後混乱期のみ、モハ（含サモハ）63形、クハ79形、田町電車区配置
- 70系：田町電車区→大船電車区配置
- 72系：モハ72形。鶴見事故に起因する車両不足で一時的に配置
- 80系：サロ85形、田町電車区→大船電車区配置
- 111系・113系：大船電車区・幕張電車区（現在の幕張車両センター）配置
- 115系：湘南新宿ラインで運用。小山電車区（現在の小山車両センター）配置
- 157系：クロ157形との編成によるお召し列車等の運転。田町電車区→→東京総合車両センター配属
- 211系：湘南新宿ラインで運用。新前橋電車区（現在の高崎車両センター）配置
- 215系：湘南新宿ラインで運用。当時田町電車区（現在の東京総合車両センター田町センター）配置
- 205系：土休日の根岸線・横浜線直通列車で運用。鎌倉車両センター配置
- 183系：クロ157形との編成によるお召し列車等の運転および、ホームライナー逗子・おはようライナー逗子で運用。幕張車両センター配置
- 185系：ホリデー快速鎌倉で運用。大宮総合車両センター配置
- E217系：鎌倉車両センター配置
  - 久里浜駅 - 東京駅 - 総武快速線の直通系統で運用。2001年から2004年までは湘南新宿ラインの新宿駅折り返し系統にも投入された。それ以外の期間は通常大崎駅方面に乗り入れないが、2013年11月の品川駅線路切換工事で新宿駅まで乗り入れた。2025年3月8日に定期運用を終了した。

客車
- ホハ6810系
- ナハ22000系
- ナイロフ20550：皇族御乗用

電気機関車
- ED10形（1000形）：電化当初より使用、後に国府津機関区久里浜支区配置
- ED11形（1010形）：電化当初より使用、後に国府津機関区久里浜支区配置
- ED12形（1020形）：電化当初より使用、後に国府津機関区久里浜支区配置
- ED13形：国府津機関区久里浜支区配置
- ED16形：ED16 18のみ一時国府津機関区久里浜支区配置
- ED17形：国府津機関区久里浜支区配置
- ED18形（6000形）：電化当初より使用、後に国府津機関区久里浜支区配置
- ED23形 ：国府津機関区久里浜支区配置
- ED50形（1040形） ：電化当初より使用、後に国府津機関区久里浜支区配置
- ED51形（6000形） ：電化当初より使用、後に国府津機関区久里浜支区配置
- ED52形（6000形） ：電化当初より使用、後に国府津機関区久里浜支区配置
- EF12形：国府津機関区配置
- EF53形：国府津機関区配置

（上記のほかEF10形、EF52形、EF57形を一時的に国府津機関区久里浜支区が借用している）
ディーゼル機関車
- DD11形：国府津機関区久里浜支区配置
- DD12形：国府津機関区久里浜支区配置

蒸気機関車
- 160形（A6系）
- 500形・600形・700形（A8系）
- 2100形（B6系）
- 5300形（D5系）
- 6200形・6270形・6300形・6350形（D9系）
- 6400形（D12系）
- 6760形
- 8620形
- 8700形
- 8850形
- C12形：国府津機関区久里浜支区配置
- B20形：国府津機関区横須賀支区/駐泊所配置

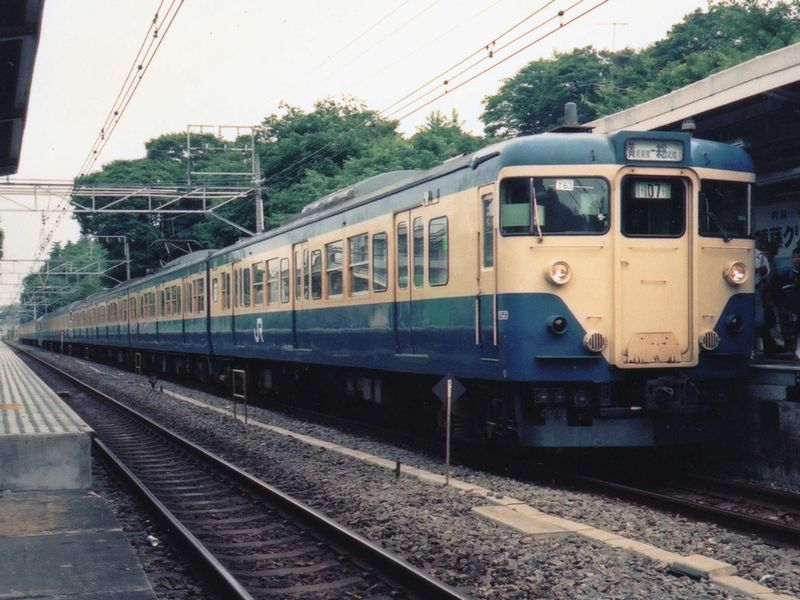
113系1000番台（1992年）
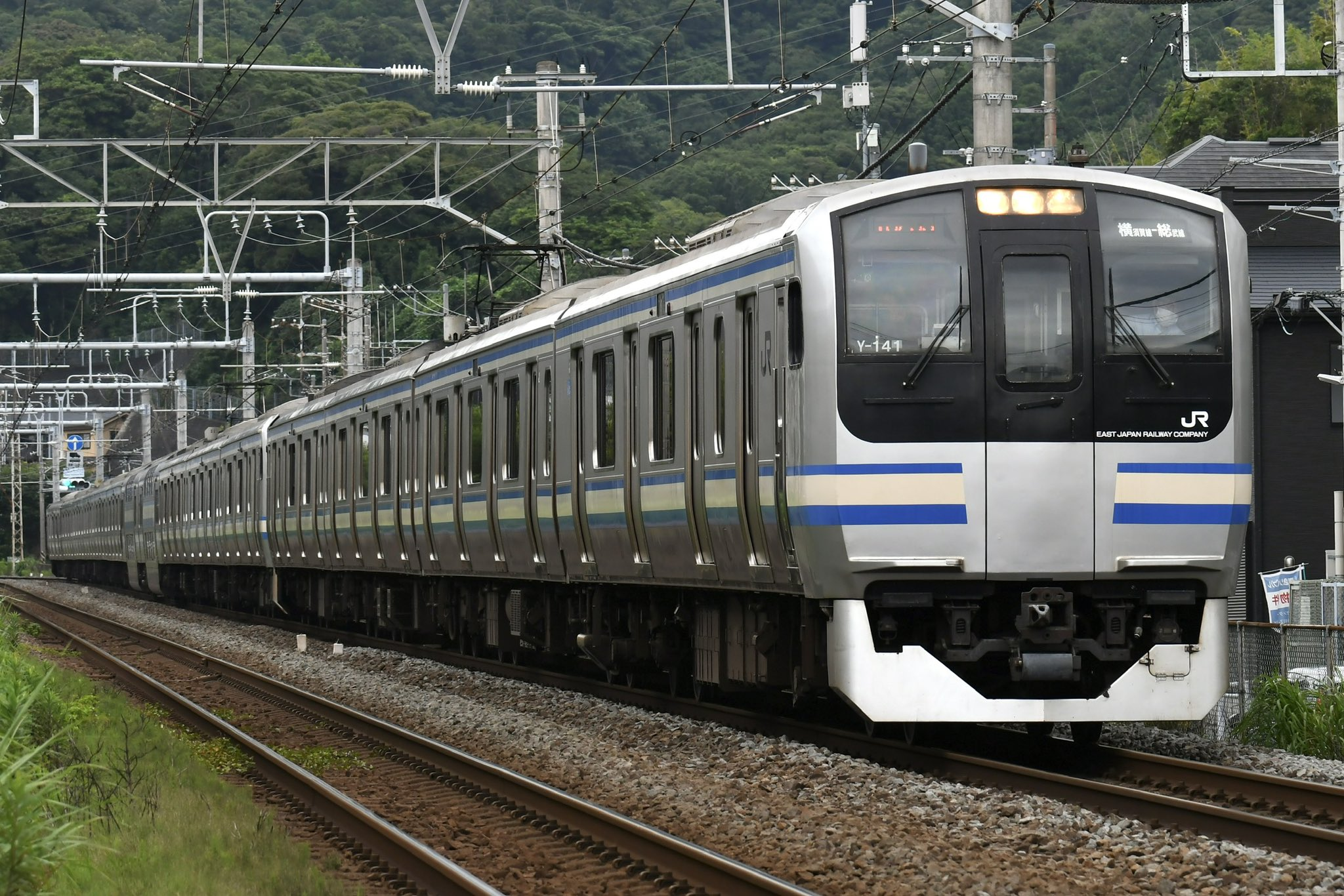
E217系 （2023年7月15日）

## 沿線概況
大船駅 - 久里浜駅間の線路および沿線の概況について以下に記す。なお、東京駅 - 大船駅間については、「横須賀・総武快速線#路線概況と沿革」を参照。
大船駅からは正式の横須賀線区間となり、三浦半島をおおむね南東方向へ進む。大船駅を出ると根岸線からの連絡線が合流し、鎌倉車両センターへの引込線が分かれる。湘南モノレールをくぐると、2006年に廃止されたJR東日本の車両工場である鎌倉総合車両センター（大船工場）への引込線が分かれていた。円覚寺付近にある北鎌倉駅を過ぎると、沿線には鎌倉の寺院が点在する。次は鶴岡八幡宮最寄り駅の鎌倉駅で、江ノ島電鉄線も接続している。同駅付近は盆地となっており、前後をトンネルで抜ける。左へカーブして東へ進路を変えると逗子駅。同駅は横須賀線の運行拠点のひとつとなっているほか、京急逗子線の逗子・葉山駅が近接しており、同線沿線にある総合車両製作所（旧東急車輛製造）からの車両輸送用の専用線が横須賀線から分岐している。また駅から1kmほど南西に逗子海岸がある。
逗子駅からは谷間を東へ進み、三浦半島を相模湾側から東京湾側へと横断。その途中にある東逗子駅を過ぎ、横浜横須賀道路・京急本線・国道16号の順に交差すると東京湾側へ移る。ここからは海岸近くまで山が迫る地形のためトンネルが連続する。そのトンネルの合間にある田浦駅を過ぎ、海上自衛隊基地沿いを通って横須賀駅へ。ここから終点の久里浜駅までは単線区間である。南方向へ進路を変え、横須賀線最長2,089mの横須賀トンネルによって衣笠駅へ抜け、平作川沿いに平地を進み終点の久里浜駅へと至る。同駅は京急久里浜線の京急久里浜駅が至近にあり、久里浜港にも近い。

## データ
本節では、正式線路名称としての横須賀線の路線データを記述する。なお、運転系統としての横須賀線の路線データは「横須賀・総武快速線#データ」の節を参照。

### 路線データ
- 路線距離（営業キロ）：大船駅 - 久里浜駅間 23.9km
  - 東日本旅客鉄道（第一種鉄道事業者）：全線 23.9km
  - 日本貨物鉄道（第二種鉄道事業者）：大船駅 - 逗子駅間 8.4km
- 軌間：1,067mm
- 駅数：9（起点を含む）
  - 横須賀線所属駅に限定する場合、東海道本線所属の大船駅[46]が除外され、8駅となる。
- 複線区間：大船駅 - 横須賀駅間 15.9km
- 単線区間：横須賀駅 - 久里浜駅間 8.0km
- 電化区間：全線（直流1,500V）
- 閉塞方式：自動閉塞式
- 保安装置：ATS-P
- 最高速度
  - 大船駅 - 横須賀駅間：95km/h
  - 横須賀駅 - 久里浜駅間：65km/h
- 運転指令所：東京総合指令室
- 列車運行管理システム：東京圏輸送管理システム (ATOS)
- 電車特定区間：全線
- 大都市近郊区間：全線（東京近郊区間）
- IC乗車カード対応区間：全線（Suica首都圏エリア）

全線が横浜支社の管轄である。

## 駅一覧
- 全駅神奈川県内に所在。
- □：貨物取扱駅（定期貨物列車の発着なし）
- 線路 … ||：複線区間、◇：単線区間（列車交換可）、∨：これより下は単線、∧：終点（交換可能）
- 横須賀駅 - 久里浜駅間は単線区間。横須賀駅では久里浜発着列車同士の列車交換不可、衣笠駅・久里浜駅では列車交換可能。

| 駅番号 | 駅名     | 営業キロ | 営業キロ | 線路 | 所在地   | 所在地 |
| 駅番号 | 駅名     | 駅間     | 累計     | 線路 | 所在地   | 所在地 |
| ------ | -------- | -------- | -------- | ---- | -------- | ------ |
| JO 09  | 大船駅   | -        | 0.0      | \|\| | 鎌倉市   |        |
| JO 08  | 北鎌倉駅 | 2.3      | 2.3      | \|\| | 鎌倉市   |        |
| JO 07  | 鎌倉駅   | 2.2      | 4.5      | \|\| | 鎌倉市   |        |
| JO 06  | 逗子駅□  | 3.9      | 8.4      | \|\| | 逗子市   |        |
| JO 05  | 東逗子駅 | 2.0      | 10.4     | \|\| | 逗子市   |        |
| JO 04  | 田浦駅   | 3.4      | 13.8     | \|\| | 横須賀市 |        |
| JO 03  | 横須賀駅 | 2.1      | 15.9     | ∨    | 横須賀市 |        |
| JO 02  | 衣笠駅   | 3.4      | 19.3     | ◇    | 横須賀市 |        |
| JO 01  | 久里浜駅 | 4.6      | 23.9     | ∧    | 横須賀市 |        |

### 廃駅・廃止信号場
- 扇ヶ谷仮信号場：廃止日不詳、北鎌倉駅 - 鎌倉駅間、大船駅から約3.2km
- 名越仮信号場：廃止日不詳、鎌倉駅 - 逗子駅間、鎌倉駅から約1.4km
- 沼間信号場：1926年3月31日廃止、東逗子駅 - 田浦駅間、逗子駅から約3.5km
- 吉倉仮信号場：廃止日不詳、田浦駅 - 横須賀駅間、田浦駅から約1.1km
- 相模金谷仮乗降場：1945年8月廃止、横須賀駅 - 衣笠駅間

### 過去の接続路線
- 大船駅：ドリーム開発ドリームランド線 - 1967年9月27日休止、2003年9月18日廃止
- 逗子駅：海軍逗子駅側線 → 駐留軍池子弾薬庫逗子駅側線[47]
- 田浦駅：海軍田浦駅側線 → 駐留軍箱崎燃料補給所田浦駅側線/東京湾倉庫[注 19]田浦駅側線/相模運輸倉庫田浦駅側線[48]
- 横須賀駅：海軍省横須賀工廠横須賀駅側線 → 駐留軍横須賀駅海軍側線/浦賀重工業浦賀工場横須賀駅側線[49]
- 久里浜駅：海軍久里浜駅側線 → 駐留軍久里浜駅軍用側線[50]

### 計画のみの接続路線
- 衣笠駅：京急武山線

## 平均通過人員
各年度の平均通過人員（人/日）は以下のとおりである。
| 年度                   | 平均通過人員（人/日） | 平均通過人員（人/日） | 平均通過人員（人/日） | 出典   |
| 年度                   | 全線                  | 大船 - 逗子           | 逗子 - 久里浜         | 出典   |
| ---------------------- | --------------------- | --------------------- | --------------------- | ------ |
| 2011年度（平成23年度） | 61,807                | 125,327               | 27,379                | [ 51 ] |
| 2012年度（平成24年度） | 63,174                | 128,482               | 27,787                | [ 51 ] |
| 2013年度（平成25年度） | 63,574                | 129,842               | 27,661                | [ 51 ] |
| 2014年度（平成26年度） | 62,173                | 127,527               | 26,755                | [ 51 ] |
| 2015年度（平成27年度） | 63,171                | 130,078               | 26,911                | [ 51 ] |
| 2016年度（平成28年度） | 62,997                | 130,324               | 26,510                | [ 52 ] |
| 2017年度（平成29年度） | 62,564                | 129,936               | 26,053                | [ 52 ] |
| 2018年度（平成30年度） | 62,379                | 129,893               | 25,791                | [ 52 ] |
| 2019年度（令和元年度） | 60,802                | 126,774               | 25,049                | [ 52 ] |
| 2020年度（令和02年度） | 43,913                | 89,390                | 19,267                | [ 52 ] |
| 2021年度（令和03年度） | 47,160                | 96,681                | 20,322                | [ 53 ] |
| 2022年度（令和04年度） | 51,386                | 106,980               | 21,258                | [ 53 ] |
| 2023年度（令和05年度） | 53,311                | 111,379               | 21,842                | [ 54 ] |